# شهرستان آلشیفسکی
شهرستان آلشیفسکی (به لاتین: Alsheyevsky District) یک شهرستان در روسیه است که در باشقیرستان واقع شده‌است.